# LZ4 (алгоритм стиснення)
LZ4 — універсальний алгоритм стиснення даних без втрат, пристосований для великої швидкості пакування та розпакування. Належить до сімейства байт-орієнтованого сімейства LZ77 алгоритмів. 
Еталону реалізацію алгоритму зробив Ян Колле (Yann Collet) на мові програмування С, яка розповсюджується на умовах BSD ліцензії. На поточний час алгоритм широко використовується в прикладному ПЗ та має реалізацію або бібліотеки майже на всіх сучасних мовах програмування
Алгоритм дає менший коефіцієнт стиснення аніж LZO-алгоритм, проте швидкість стиснення даних така ж сама, але швидкість розпакування найбільша.
Підтримка LZ4 додана в ядро Linux починаючи із версії 3.11